# Россетти, Уильям Майкл
Уи́льям Майкл Россе́тти (William Michael Rossetti; 25 сентября 1829 — 5 февраля 1919) — английский критик и писатель. Один из первых членов Братства прерафаэлитов. Сын эмигранта, итальянского патриота и поэта Габриэля Россетти и Фрэнсис Полидори, брат Марии Россетти, живописца и поэта Данте Габриэля Россетти и поэтессы Кристины Россетти.

## Биография
Уильям Россетти с юных лет интересовался живописью и литературой. Он стал одним из основателей прерафаэлитского братства (в 1848 году), а также неофициальным организатором и библиографом, редактировал прерафаэлитский журнал The Germ («Росток») и публиковал там свои стихи.
С 1850 по 1858 годы Уильям Россетти писал статьи по искусству для журнала The Spectator, c 1861 по 1865 гг. работал в журнале Fraser's Magazine, а с 1873 по 1878 — в The Academy. Он также издавал критические труды, например, «Современное изобразительное искусство» (англ. Fine Art: Chiefly Contemporary, 1869 год). В 1889 году вышла его книга, посвящённая картинам и поэзии Данте Габриэля Россетти, а в 1895 году — биография Д. Г. Россетти. Кроме того, когда выходили в свет стихотворные сборники Кристины Россетти, Уильям Майкл их редактировал. Мемуары, которые носят название «Немного воспоминаний» (англ. Some Reminiscences), отражают его знакомство со многими известными личностями викторианской эпохи.
Он был частым и желанным гостем в доме архитектора Робинсона (дочери которого Агнес Мэри Фрэнсис и Фрэнсис Мэйбл также были писательницами), ставшим центральным местом для встреч художников и писателей движения прерафаэлитов, таких как: Уильям Моррис, Уильям Холман Хант, Эдвард Бёрн-Джонс, Джеймс Уистлер, Артур Саймонс, Форд Мэдокс Браун и Матильда Блинд.
В 1874 году Уильям Россетти женился на Люси Мэдокс Браун, художнице и дочери художника Форда Мэдокса Брауна.

## Творчество
Уильям Майкл Россетти был главным теоретиком «Братства прерафаэлитов», вероятно, именно он сформулировал основные положения программы «Братства»:
- Иметь гениальные идеи и выражать их;
- Изучать внимательно природу, чтобы уметь изображать её;
- Сочувствовать всему и любить всё, что ясно, точно, серьёзно и глубоко прочувствовано в предшествовавшем искусстве, и отрицать всё, что может быть в нём условного, самодовольного, напыщенного и рутинно-заученного;
- Производить только вполне хорошие картины и статуи[3].

Он выступил одним из первых защитников Суинберна в «Критике поэм и баллад Суинберна» (англ. Criticism on Swinburne's Poems and ballads, 1866). Уильям Россетти очень любил Шелли, участвовал в переиздании его книг и даже основал литературное общество, посвящённое Шелли (англ. Shelley Society). Он также издал переписку своего брата.
Он также внёс вклад в составление Британской энциклопедии. Вот так, например, выглядит отрывок его статьи, посвящённой Фра Анджелико:

Глубокая «набожность» картин Фра Анджелико — это, фактически, их основная характеристика. Лица окружены ореолом восторженной учтивости, пылкого благочестия и таким светом разума, который доступен лишь кругу избранных. Поэтому картины Фра Анджелико привлекают многих людей… С другой стороны, лица становятся елейными и чопорными, с неестественной и бесполой улыбкой религиозности, в которой присутствует оттенок искусствености или даже лицемерия. Из-за чего некоторым не нравятся эти картины. Несмотря ни на что, Фра Анджелико — выдающийся человек своего времени…
Оригинальный текст (англ.)The "pietistic" quality of Fra Angelico's work is in fact its predominant characteristic. The faces of his figures have an air of rapt suavity, devotional fervency and beaming esoteric consciousness, which is intensely attractive to some minds ... the faces becoming sleek and prim, with a smirk of sexless religiosity which hardly eludes the artificial or even the hypocritical; because of this, there are some who are not moved by his work. Even so, Fra Angelico is a notable artist within his sphere,...

## Избранная библиография
- Россетти, У. М. The Germ: thoughts towards nature in poetry, literature, and art. — L.: Aylott & Jones, 1850.
- Россетти, У. М. Исследование ранних итальянских и немецких книг по этикету (Essays on early Italian and German books of Courtesy). — L.: Trübner, 1869.
- Россетти, У. М. Уолт Уитмен (Walt Whitman). — L.: s.n., 1876.
- Россетти, У. М. Американская поэзия: коллекция лучших американских стихотворений. (American poetry: a representative collection of the best verse by American writers). — L.: Ward, Lock, 1880.
- Россетти, У. М. Мемуары Перси Биши Шелли (Memoir of Percy Bysshe Shelley). — L.: Slark, 1886.
- Россетти, У. М. Данте Габриэль Россетти как дизайнер и писатель (Dante Gabriel Rossetti as designer and writer). — L.: Cassell & Company, 1889.

## Интересные факты
- Ещё в 1871 году Люси Мэдокс Браун изобразила своего будущего мужа в образе волшебника Просперо на картине «Фердинанд и Миранда играют в шахматы», где в аллегорической форме изображены члены семейства Браунов и сложные отношения, существовавшие между ними.